# Castello di Rivalta (Lesignano de’ Bagni)
Das Castello di Rivalta ist eine abgegangene eine mittelalterliche Hangburg auf den Hügeln in der Nähe der Siedlung Rivalta, einem Ortsteil der Gemeinde Lesignano de’ Bagni in der italienischen Region Emilia-Romagna.

## Geschichte
Die Burg wurde im Auftrag des Bistums Parma in der ersten Hälfte des 14. Jahrhunderts erbaut. Als befestigter Vorposten wurde unterhalb der Burg das sogenannte „Castello dell’Elfo“ errichtet.
1335 fiel die Festung an den Bischof von Parma, Ugolino de’ Rossi, der sie der eigenen Familie übertrug.
1464 vermachte Pier Maria II. de’ Rossi die Burg an Ottaviano, der, während er offiziell der Sohn von Bianca Pellegrini, seiner Geliebten, und deren Ehemann, Melchiorre Arluno, war, tatsächlich viel eher der leibliche Sohn des Grafen war. Aber Ottaviano starb von Pier Maria II. de’ Rossi und so fielen die Güter, die er erben sollte, stattdessen an den Haupterben Guido de’ Rossi.
Der desaströse Krieg der Rossis, der Anfang 1482 durchkreuzte die Pläne von Pier Maria, der am 1. September dieses Jahres im benachbarten Castello di Torrechiara verstarb. Nach der Erbteilung fiel die Festung an Guido de’ Rossi, wurde aber einige Monate später von Ludovico Sforza requiriert. 1484 gab der Herzog sie nach dem Verzicht von Fra Giovanni da Verona an die Stadt Parma zurück, die sie am 17. Februar dieses Jahres eingefordert hatte.
Später wurde die Burg zusammen mit dem benachbarten Castello di Lesignano an die Grafen Sforza di Santa Fiora verlehnt. 1707 erbte der Herzog von Onano, Friedrich III. Sforza, das Lehen und die anderen Güter der Familienlinie; dieser fügte ab 1673 seinem eigenen Familiennamen den seiner Gattin, Livia, hinzu und wurde so zum Stammvater der Sforza Cesarinis. Das Haus behielt die Feudalrechte an dem Lehen bis zu ihrer Abschaffung durch Napoleon für das Herzogtum Parma und Piacenza im Jahre 1805.
Die Burg, die damals schon in Trümmern lag, wurde vollständig aufgegeben und die letzten Reste 1922 zum Bau des Schotterbettes der Gemeindestraße verwendet.
Allerdings ist der befestigte Vorposten namens „Castello dell’Elfo“ erhalten geblieben; zwischen 1997 und 2003 wurde er vollständig restauriert und in eine Unterkunft umgewandelt.